# جیکوب اونسرود
جیکوب اونسرود (انگلیسی: Jacob Onsrud; ۲۳ فوریهٔ ۱۸۸۲ – ۴ نوامبر ۱۹۷۱) ورزشکار ورزش تیراندازی اهل نروژ بود.
وی در مسابقات کشوری و بین‌المللی در مجموع برندهٔ ۱ مدال نقره شده‌است.